# Merry-Sec
Merry-Sec – miejscowość i gmina we Francji, w regionie Burgundia-Franche-Comté, w departamencie Yonne.
Według danych na rok 1990 gminę zamieszkiwały 143 osoby, a gęstość zaludnienia wynosiła 10 osób/km² (wśród 2044 gmin Burgundii Merry-Sec plasuje się na 768. miejscu pod względem liczby ludności, natomiast pod względem powierzchni na miejscu 680.).